# Skarverennet
La Skarverennet est une épreuve de ski de fond qui prend place en Norvège au mois d'avril, créée en 1974. L'épreuve se déroule entre Finse et Ustaoset, distante de 38 km, une autre épreuve de 26 km plus récréative se déroule en même temps entre Haugastøl et Ustaoset. Lors de l'édition 2011, elle accueille près de 12 200 participants. De nombreux fondeurs participants à la coupe du monde prennent part à cette course de prestige.

## Palmarès
| Année | Vainqueur            |
| ----- | -------------------- |
| 1998  | Tor Arne Hetland     |
| 1999  | Johann Mühlegg       |
| 2000  | Frode Andresen       |
| 2001  | Frode Andresen       |
| 2002  | Tore Bjonviken       |
| 2003  | Annulé               |
| 2004  | Kristen Skjeldal     |
| 2005  | Lars Berger          |
| 2006  | Ole Einar Bjørndalen |
| 2007  | Ole Einar Bjørndalen |
| 2008  | Petter Northug       |
| 2009  | Dario Cologna        |
| 2010  | Curdin Perl          |
| 2011  | Jean-Marc Gaillard   |

| Année | Vainqueure     |
| ----- | -------------- |
| 1998  | Elin Nilsen    |
| 1999  | Elin Nilsen    |
| 2000  | Elin Nilsen    |
| 2001  | Elin Nilsen    |
| 2002  | Elin Nilsen    |
| 2003  | Annulé         |
| 2004  | Elin Nilsen    |
| 2005  | Elin Nilsen    |
| 2006  | Elin Nilsen    |
| 2007  | Therese Johaug |
| 2008  | Therese Johaug |
| 2009  | Therese Johaug |
| 2010  | Therese Johaug |
| 2011  | Therese Johaug |